# 열차 서핑

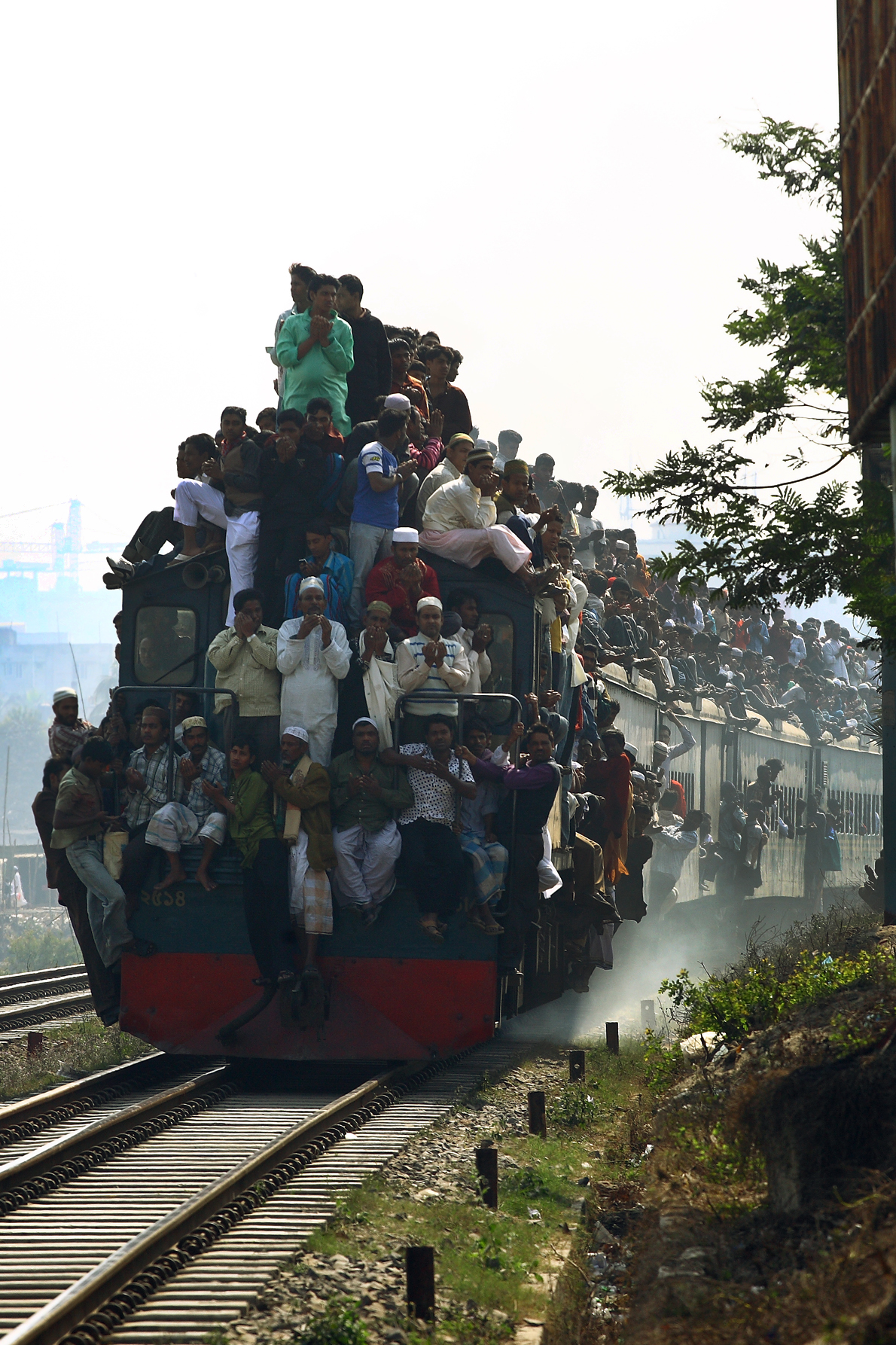
방글라데시에서 승객이 밖에 타고 있는 초만원 열차

열차 서핑(train surfing), 열차 호핑, 열차 히칭, 또는 지하철 서핑은 움직이는 열차, 노면전차 또는 기타 형태의 철도운송 차량 외부에 타는 행위이다. 여러 국가에서 '열차 호핑'이라는 용어는 화물열차 외부에 타는 것을 의미하는 화물열차 하차와 동의어로 사용되는 반면, 열차 서핑은 모든 유형의 열차에서 연습될 수 있다. 이러한 유형의 이동은 움직이는 열차에서 떨어지거나, 전력 공급 장치(가공 가공 전차선 와이어, 제3궤조, 집전 장치, 저항기 등)에 감전되거나, 건축한계 밖에서 열차의 측면이나 지붕에 타거나, 움직이는 열차에 뛰어오르거나 내리려는 시도가 실패하여 다리, 터널, 역 플랫폼, 선로변 건물, 철도 신호 또는 다른 열차와 같은 철도 인프라와 충돌하여 사망 또는 심각한 부상을 입을 위험이 있으므로 매우 위험하며 심지어 생명을 위협할 수 있다. 오늘날 이 행위는 전 세계 대부분의 지역에서 불법이지만, 특히 열차가 초만원인 철도에서는 여전히 행해지고 있다.

## 역사

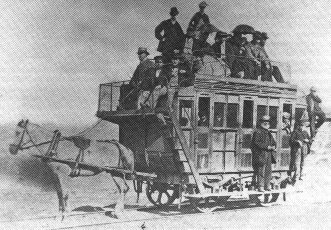
승객들이 지붕과 발판에 타고 있는 초기 마차 철도 객차

열차 외부에 타는 현상은 최초의 철도 노선과 함께 나타났다. 초기의 여러 철도에서는 열차 지붕과 발판에 타는 것이 흔했지만, 19세기 후반부터 열차의 크기와 속도가 증가하면서 승객 안전을 개선하고 움직이는 열차에서 떨어지는 것을 방지하기 위해 모든 승객 좌석이 객차 내부에 배치된 완전 밀폐형 여객 객차가 생산되기 시작했다. 그러나 일부 개인은 티켓 없이 여행하기 위해 계속 열차 외부에 탔다.
미국에서는 남북 전쟁 이후 철도가 서쪽으로 확장되면서, 특히 "호보"로 알려진 이주노동자들 사이에서 일반적인 교통수단이 되었다. 이는 특히 대공황과 같이 광범위한 경제적 혼란기에 다른 교통수단을 감당할 수 없는 사람들에게 계속 널리 사용되었다.
20세기 초 유럽과 미국에서 노면전차가 보편화되면서 과밀로 인해 승객들이 발판, 문, 연결기, 때로는 노면전차 지붕에 타기 시작했다. 제1차 세계 대전, 러시아 내전, 제2차 세계 대전과 같은 유럽 분쟁에서는 좌석 부족으로 인해 군인과 난민들이 객차 지붕에서 이동하는 경우가 빈번했다.
20세기 중반, 많은 유럽과 미국 국가의 철도에서는 객차 내 과밀을 줄이고 외부 탑승을 방지하기 위한 조치를 취하여, 해당 국가에서 열차 서핑의 확산이 감소했다. 그러나 인구 밀도가 높은 일부 동남아시아 및 아프리카 국가에서는 열차를 포함한 다양한 차량의 과밀 문제가 급속히 증가하여, 해당 국가에서 열차 서핑이 광범위한 현상이 되었다.
열차 서핑은 1980년대 남아프리카 공화국에서 가난한 가정의 십대들 사이에서 극단적인 취미로 처음 나타났고, 그 후 전 세계 다른 나라에서도 나타나기 시작했다. 1988년 리우데자네이루에서는 13세의 어린 십대들이 열차 서핑을 하는 것으로 보고되었다. 1990년대에는 철도 노선 근처에 사는 젊은이들 사이에서 통근용 전기 동력분산식 열차에 열차 서핑을 하는 것이 유럽에서 인기를 끌었다.
독일에서는 1990년대에 S반 서핑이 인기를 끌었다. 이 현상은 2005년 프랑크푸르트의 열차 서퍼 그룹에 의해 재발견될 때까지 잊혀졌다. "트레인라이더"라고 자칭하는 이 크루의 리더는 독일에서 가장 빠른 열차인 인터시티 익스프레스에서 서핑을 했다. 인터넷 비디오는 그가 1년 후 불치병인 백혈병으로 사망했다고 주장했지만, 나중에 트레인라이더는 인터뷰에서 이 비디오는 팬이 만든 것이며 그의 사망 이야기는 속임수였다고 밝혔다.

1980년대 소련 청소년들 사이에서 노면전차 서핑이 나타났다. 1990년대 러시아와 다른 일부 구소련 국가에서는 경제 위기와 철도 근처에 사는 십대 및 젊은이들 사이에서 관심이 증가하면서 전기 열차 서핑이 나타났다. 2000년경에는 모스크바 지하철 터널에서도 지하철 서핑을 시작했고 열차 서핑 크루와 웹 커뮤니티를 조직했다.

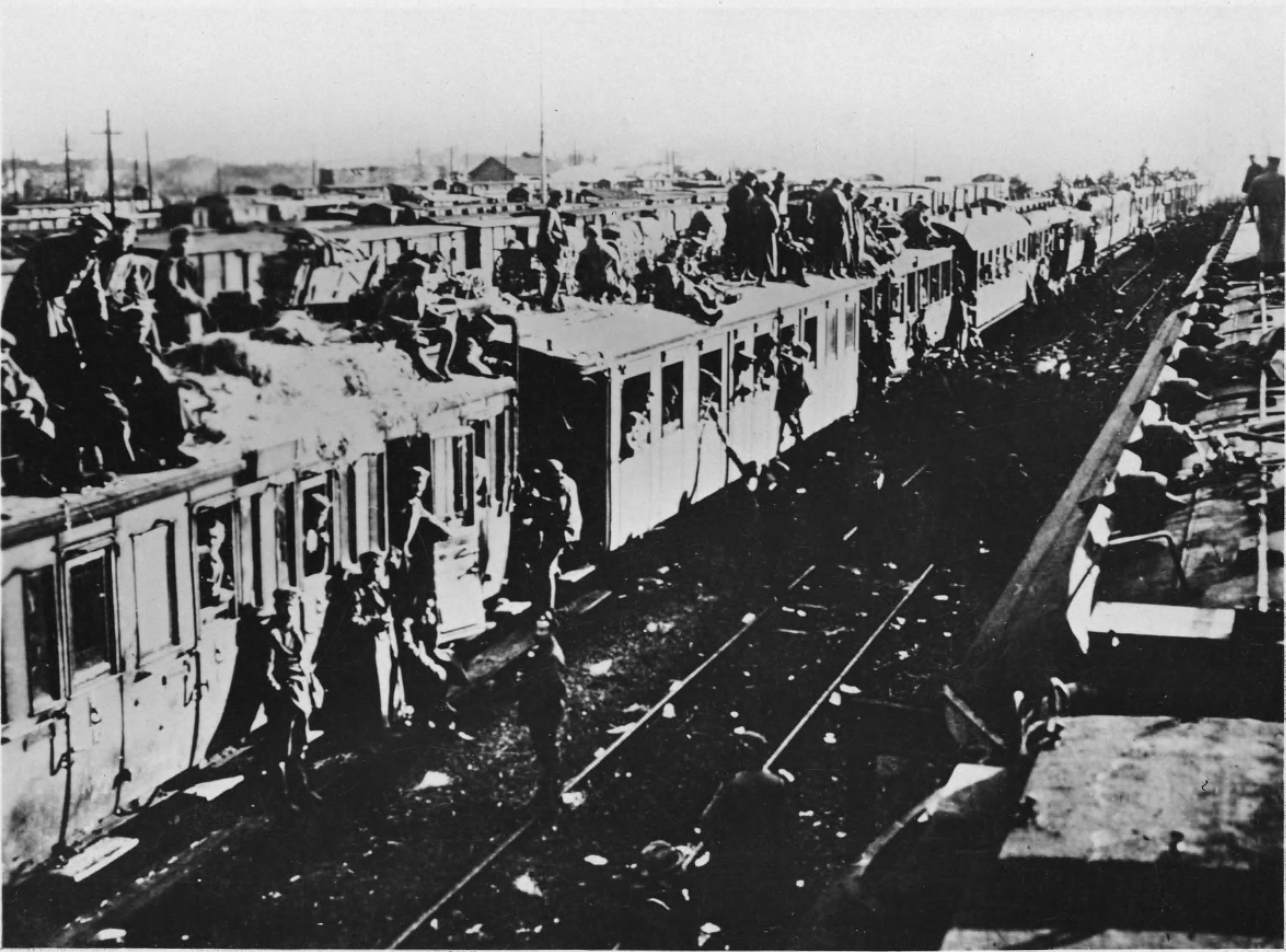
독일 해산, 서부 전선, 1918. 병사들이 이미 다른 병력으로 가득 찬 열차의 지붕과 문에 매달려 있다

2000년대 중반부터 모스크바 지역에서는 통근 열차의 운행이 자주 취소되고 객차 내 혼잡이 심해졌다. 2010년 여름에는 모스크바 철도 선로 보수 공사로 인해 수십 대의 통근 열차가 취소되었고, 모스크바 지역의 열차 혼잡과 열차 서퍼 수가 급증했다. 이때 열차 서핑이 러시아 철도에서 처음으로 광범위한 현상이 되었고 큰 스캔들을 일으켰다. 이전에는 열차 서핑이 주로 십대들의 취미였다. 선로 보수 공사가 완료된 후, 열차 혼잡은 줄어들기 시작했고 지붕에 타는 일반 승객의 수는 사라졌다. 십대들 사이에서 지붕 탑승이 더 인기를 얻었고, 그들은 열차 서퍼 커뮤니티를 만들고 유튜브에 동영상을 게시하기 시작했다. 열차 서퍼들은 인터넷을 통해 통근 열차, 지하철 및 지역 화물 열차 외부에서 모임과 대규모 서핑 이벤트를 조직하기 시작했다. 러시아 열차 서핑 팬들은 스스로를 "자체페르(Zatseper)"라고 부르고, 그들의 취미를 "자체핑(Zatseping)"이라고 부르기 시작했다 (러시아어 "Зацепиться-Zatsepitsya"에서 유래, "매달리다"는 뜻). 열차 서핑은 그들에게 일종의 익스트림 스포츠 종목이 되었다. 2011년 초부터 러시아 열차 서퍼들은 러시아에서 가장 빠른 열차인 고속 지멘스 벨라로 삽산 열차 외부에서 여러 번 탑승했다.
인도네시아, 특히 자카르타 수도권에서는 특히 1990년대 후반부터 수많은 사람들이 열차 서핑을 한다. 3천만 인구의 이 대도시는 단 하나의 지하철 시스템도 없이 교통 체증에 시달리고 있으며, 도시는 카 재키와 같은 대체 교통수단을 내놓고 있다. 자카르타의 교통 체증은 동남아시아에서 가장 심하고, 아마도 전 세계적으로 최악의 수준일 것이다. 간선급행버스체계를 구축했지만, 심한 교통 체증으로부터 분리되지 않아 큰 성공을 거두지 못했다. 열대 기후와 도시 열섬 현상도 열차 지붕을 공기 순환이 풍부한 유일한 장소로 만든다. 2013년부터는 국영 철도 회사인 케레타 아피 인도네시아가 발권 시스템을 현대화하여 최대 90일 전부터 티켓을 판매할 수 있게 하고, 체크인 요건을 포함하며, 철도 차량 수를 늘리면서 이 관행은 사라졌다. KRL 통근 서비스에서는 개집표기를 설치하고, 비접촉 결제를 도입하며, 역을 폐쇄하여 역이 현대화되었다. 모든 비통근 열차는 이제 100~110%의 승객 제한을 두며, 이전에는 200% 이상의 수용량으로 운행할 수 있었다.

## 현황

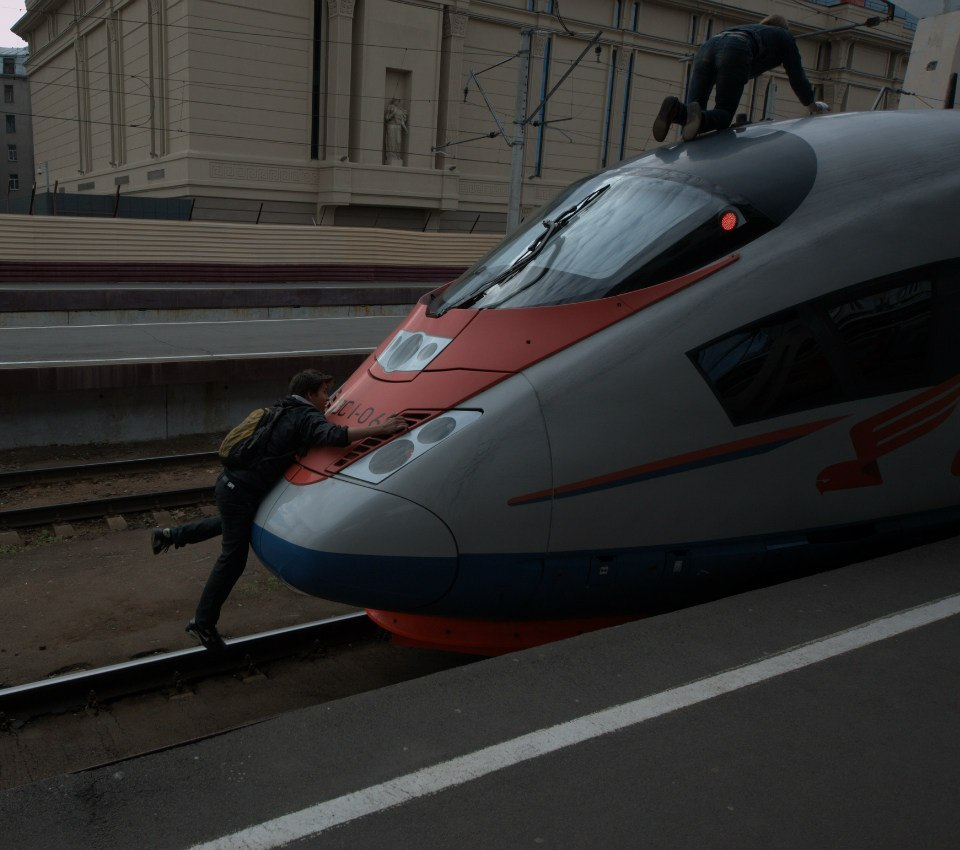
열차 서퍼들이 고속 지멘스 벨라로 "삽산" 전기 동력분산식 열차에 올라탄다.

열차 서핑은 방글라데시와 남아프리카 공화국과 같이 높은 인구 밀도와 심각한 열차 과밀로 인해 열차를 이용한 이러한 유형의 탑승이 강제되는 국가에서 열차를 타는 일반적인 방법이다. 이 관행은 수많은 사고로 인해 사람들이 사망하거나 부상당한 이들 국가에서 심각한 문제이다. 그러나 열차 서핑은 열차와 노면전차가 있는 모든 지역에서 발생할 수 있다. 개인은 티켓 비용을 피하거나 레크리에이션 활동으로 열차 서핑을 할 수 있다.
인터넷의 등장과 함께, 이 행위를 촬영하고 온라인에 비디오를 게시하는 관행이 전 세계적으로 증가하고 있다. 열차 서퍼들은 사회 연결망을 사용하여 서로를 찾고 소통하며 소규모 그룹으로 열차 여행을 조직할 수 있다. 더 큰 열차 서퍼 커뮤니티는 때때로 수십 명이 열차 외부를 타는 대규모 이벤트를 조직하기도 한다.
기관차 승무원이나 차장과 같은 일부 철도 노동자들은 입환 작업 중에 열차 외부 부품에 탑승하는 것이 허용되지만, 많은 제한이 따른다.

## 동기

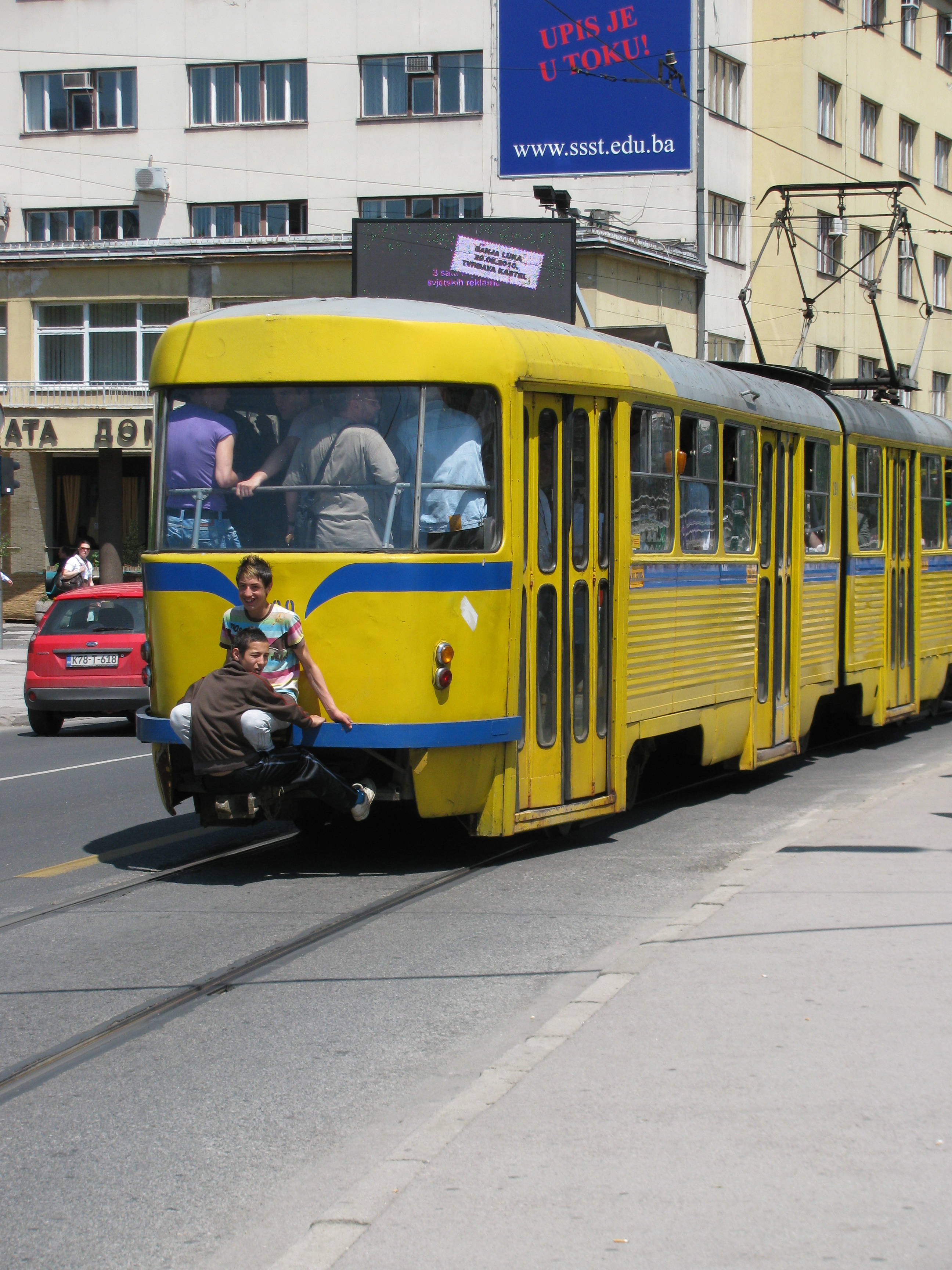
2010년 사라예보 노면전차 서핑

열차 서퍼들은 이를 극단적인 취미로 여기거나, 객차 내 탑승과 비교하여 여러 가지 이점이 있는 무료 열차 탑승을 원한다.
- 탑승의 즐거움과 속도감
- 객차 내 창문에서 보는 것과 비교하여 주변 지역의 확장되고 끊김 없는 시야
- 티켓 비용 회피
- 만차이거나, 과밀이거나, 매우 더운 열차를 타기 위함
- 막 출발하기 시작한 느리게 움직이는 열차를 잡기 위함
- 승객을 수송하지 않는 열차(예: 화물 열차, 공사용 열차, 단일 기관차)를 타기 위함
- 인터넷에 공유할 이미지 및 비디오 콘텐츠를 제작하기 위함

## 위험
열차 서핑 중 발생할 수 있는 위험으로는 움직이는 열차에서 떨어지거나, 열차 아래로 떨어지거나, 열차가 선로를 따라 이동할 때 열차 경로에 가까이 있는 건물, 구조물 및 물체와 충돌하거나, 전력 공급 장치에 의해 감전되는 것 등이 있다.
사람의 몸이 가공 전력선이나 전차선과 접촉하면 감전될 수 있다.
사람은 몸이 가공 전력선에 실제로 닿지 않아도 아크 방전으로 인해 감전될 수 있다. 아크 방전은 가공 전력선에서 공기를 통과하여 사람의 몸에 닿아 감전을 일으킬 수 있다.

### 부상 및 사망
2000년 8월 이전 10년간 브라질에서는 200건 이상의 사고로 100명이 사망했다.
2006년 남아프리카 공화국에서는 열차 서핑 중 19명이 사망하고 100건의 열차 서핑 사고가 발생했다.
인도네시아에서는 2008년 이전 2년 동안 열차 서핑 중 53명이 사망했다.
러시아 중앙 연방관구에서는 2015년에 열차 서핑 중 24명이 부상을 입었으며 2016년 중앙 연방관구에서는 열차 서핑 중 9명이 사망했다.
뉴욕에서는 1989년부터 2011년까지 열차 서핑 중 13명이 사망하고 56명이 부상을 입었다.
뉴욕 시에서는 2024년 10월 23일, 13세 소년이 2024년 지하철 서핑으로 인해 사망한 5번째 사람이 되었다.
우크라이나에서는 2017년에 열차 서핑 중 12명이 사망했다.

## 예방 및 처벌

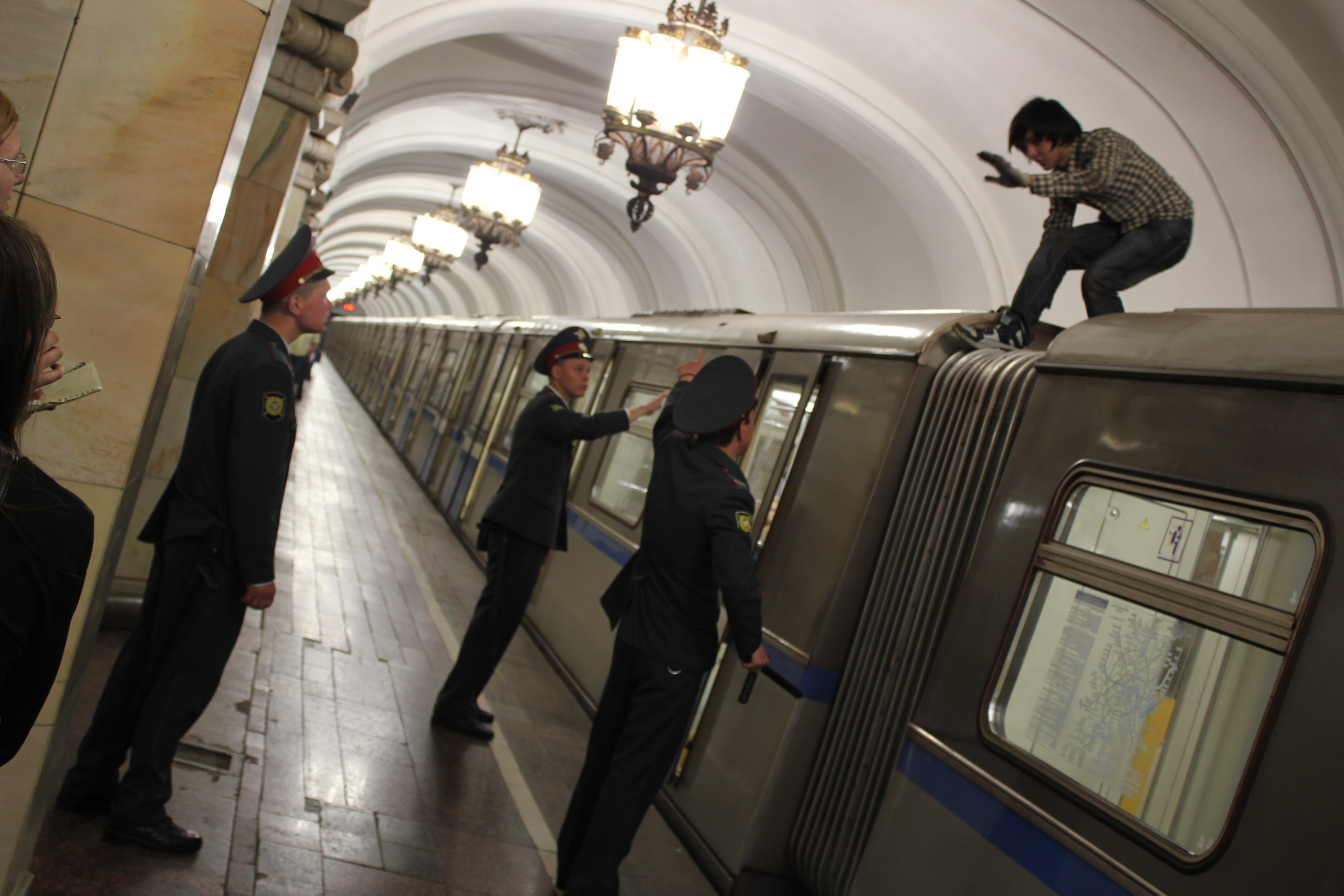
모스크바 지하철에서 열차 서퍼를 체포하는 경찰

열차 서핑은 세계 대부분의 사법 관할권에서 불법이다. 많은 철도에서는 열차 외부 탑승 관행에 대해 무관용 정책을 취하며, 이를 방지하기 위해 철도 경찰과 경비원을 고용한다. 경찰관과 경비원은 보통 대규모 여객역과 화물 야드 구역을 순찰하며, 열차 서퍼가 발견되면 체포할 수 있다. 일부 국가에서는 철도 경찰이 유틸리티 트럭, 스포츠 유틸리티 자동차("불모빌"), 또는 심지어 표준 경찰차로 철도 구역을 순찰할 수 있다. 열차 서핑이 정기적으로 발생하는 국가에서는 경찰이 서퍼를 적발하여 제거하고 체포하기 위해 자주 단속을 조직한다. 열차 서퍼에 대한 가장 흔한 처벌 형태는 벌금이다. 그러나 미국이나 캐나다와 같은 일부 국가에서는 열차 서퍼가 벌금형과 징역형을 모두 받을 수 있다.
영국에서는 열차 서핑이 철도 조례 10호에 따라 금지되어 있으며, 이는 열차의 외부 또는 내부에서 해당 사람이 사용하도록 의도된 구역 이외의 장소에서 여행하는 것을 금지한다.
2010년 마지막 4개월 동안 멜버른 철도에서 열차 서핑 관련 위반으로 최소 87명이 체포되었다. 러시아에서는 2011년 10개월 동안 모스크바 철도에서 1000명 이상의 열차 서퍼가 체포되었다. 인도에서는 2012년 6월 중앙 철도에서 열차 서핑으로 하루 만에 153명이 기소되었다.

### 억제책

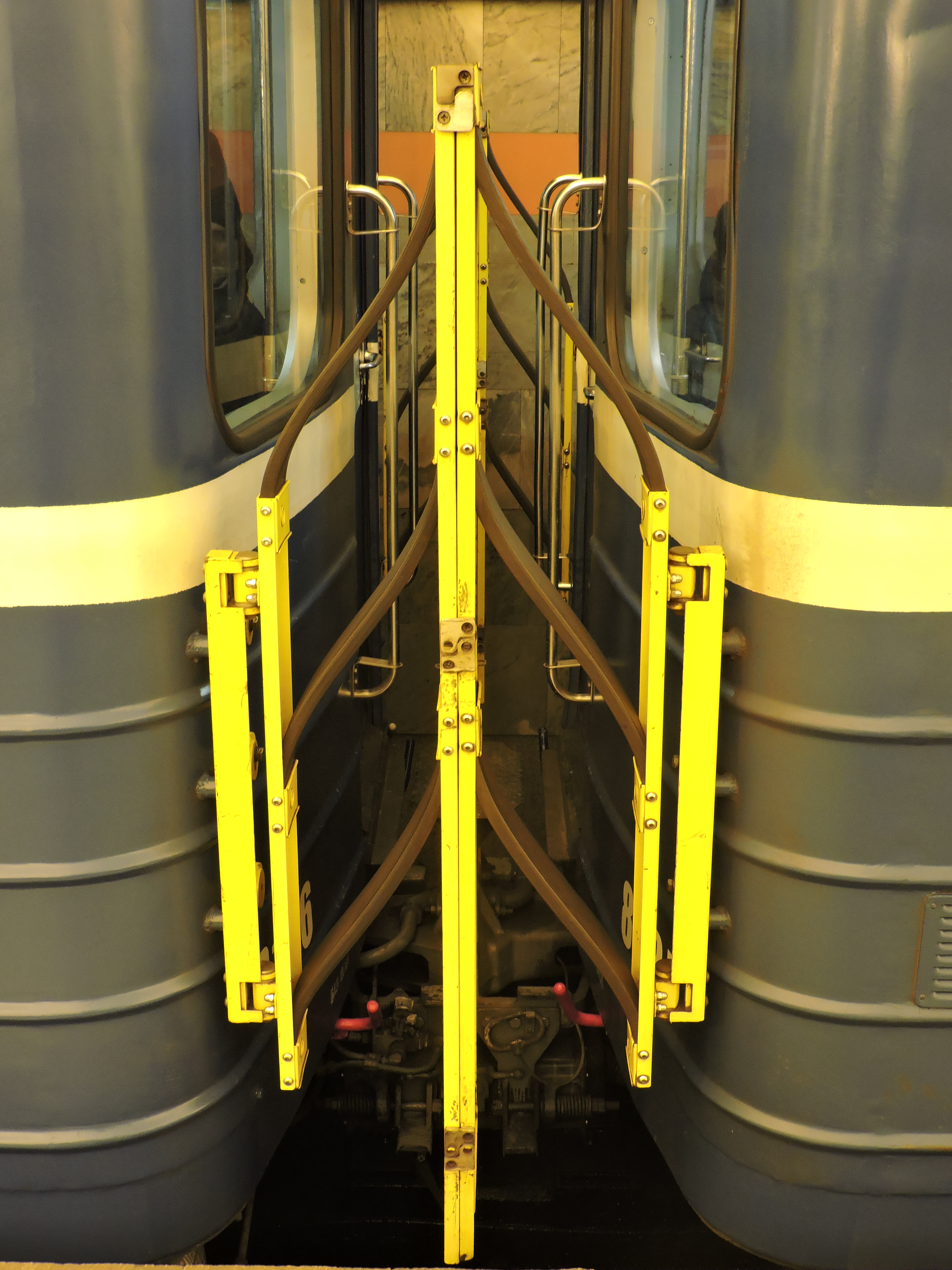
승객이 틈새에 빠지는 것을 방지하고 차량 간 이동을 방해하는 81-717/714 열차 객차 사이의 울타리

열차 외부 탑승 관행을 줄이기 위해 철도 회사들은 종종 열차 서핑의 위험을 경고하는 표지판을 설치한다. 공식적인 수치는 없지만, 런던 지하철은 "지하철 서핑"에 대한 대중 인식 캠페인을 진행했다.
인도네시아 철도 회사 PT 케레타 아피는 열차 서퍼를 저지하기 위해 여러 방법을 시도했다. 초기 방법으로는 적발된 사람들에게 붉은 페인트를 뿌리거나 열차 지붕에 철조망을 설치하는 것이 포함되었다. 2012년에는 회사에서 역에서 짧은 거리에 있는 철도 위에 무거운 콘크리트 공을 매달기 시작했다. 이 방법은 잠재적으로 치명적일 수 있다는 비판을 받았다.

## 같이 보기
- 카 서핑
- 엘리베이터 서핑
- 프레이트 트레인 라이더스 오브 아메리카
- 그래피티 및 스트리트 아트 부상 및 사망자 목록
- 열차 서핑 부상 및 사망 목록
- 철도 자살
- 철도 동호인
- 서브웨이 서퍼, 열차 서핑을 소재로 한 2012년 러너 모바일 게임
- 서핑 소웨토, 열차 서핑에 대한 2010년 남아프리카 공화국 다큐멘터리[32]

### 참고 자료
1. ↑  Mederos, Jorge (1988년 7월 3일). “Young Brazilians Defy Death for Thrill of Train Surfing”. 《Albuquerque Journal》. The Associated Press Rio De Janeiro. 51면. 2020년 9월 20일에 확인함 – Newspapers.com 경유.
2. ↑  Strauch, H.; Wirth, I.; Geserick, I. (1998년 6월 8일). 《Fatal accidents due to train surfing in Berlin》. 《Forensic Science International》 94. 119–127쪽. doi:10.1016/s0379-0738(98)00064-4. ISSN 0379-0738. PMID 9670490. 2021년 6월 7일에 원본 문서에서 보존된 문서. 2021년 3월 31일에 확인함.
3. ↑  Damane, Mosa (2015년 4월 9일). “Riders of the Trains”. 《GroundUp》. 2020년 9월 24일에 확인함.
4. ↑  《Sat1 Akte 08》, Sat.1, 2009년 10월 29일에 원본 문서에서 보존된 문서
5. 1 2  “A new kind of sports appeared in Moscow — "train surfing"”. 《MetroNews.ru》 (러시아어). 2011년 2월 14일. 2014년 1월 9일에 원본 문서에서 보존된 문서. 2012년 8월 17일에 확인함.
6. 1 2  “The commissioners of riding”. 《NaNevskom.ru》 (러시아어). 2011년 6월 11일. 2014년 1월 9일에 원본 문서에서 보존된 문서. 2012년 8월 17일에 확인함.
7. ↑  “Passengers have to ride on a roofs of commuter trains”. 《KP.RU》 (러시아어). 2011년 3월 6일. 2012년 8월 17일에 확인함.
8. ↑  “In the capital's subway, the "hook" fell off the train in the tunnel”. 《Moscow24》. 2012년 7월 17일. 2022년 5월 5일에 원본 문서에서 보존된 문서. 2021년 5월 23일에 확인함.
9. ↑  “Two stowaways caught hanging on outside the Sapsan”. 《RUSSIA-NOW》. 2011년 4월 5일. 2011년 5월 2일에 원본 문서에서 보존된 문서. 2012년 8월 17일에 확인함.
10. ↑  “Train surfer set a record for the number of trips on a roof of "Sapsan"”. 《mr7.ru》 (러시아어). 2011년 1월 26일. 2012년 1월 30일에 원본 문서에서 보존된 문서. 2012년 8월 17일에 확인함.
11. ↑  Suryakusuma, Julia (2012년 1월 25일). “'Surfing', 'Bowling' and other deadly games”. 《The Jakarta Post》. (구독 필요)
12. ↑  “International Railway Safety Conference Tokyo 2002”. Wayne Butson, RMTU General Secretary. 2016년 3월 11일에 원본 문서에서 보존된 문서. 2017년 6월 16일에 확인함.
13. ↑  “South Africa's train-surfing problem”. BBC 뉴스. 2006년 6월 27일. 2012년 8월 15일에 확인함.
14. ↑  “Call for new technology to stop 'train surfing'”. 《ABC (Australia)》. 2003년 12월 4일. 2021년 6월 28일에 원본 문서에서 보존된 문서. 2021년 11월 10일에 확인함.
15. 1 2  Seeber, Elisia; Knowles, Gabrielle (2018년 4월 8일). “Shocking video: Man's death-defying train surfing jump off Fremantle Railway Bridge”. 《The West Australian》. 2018년 9월 27일에 원본 문서에서 보존된 문서. 2022년 11월 10일에 확인함.
16. ↑  Sternick, I.; Gomes, R.D.; Radwanski, H.N.; Pitanguy, I. (August 2000). 《"Train surfers": analysis of 23 cases of electrical burns caused by high tension railway overhead cables》. 《Burns》 26. 470–473쪽. doi:10.1016/S0305-4179(99)00173-4. ISSN 0305-4179. PMID 10812270. 2022년 5월 2일에 원본 문서에서 보존된 문서.
17. ↑  Hesselink, Ann-Mari (2008년 1월 1일). 《Train surfing: a new phenomenon in South Africa?》. 《Acta Criminologica》 2008. 117–130쪽. 2021년 3월 31일에 확인함.
18. ↑  “Indonesia concrete balls combat 'train surfing'”. 《영국방송공사》. 2012년 1월 17일. 2020년 5월 9일에 확인함.
19. ↑  “Deadly entertainment: deaths of hookers in Moscow region continues”. 《IA Regunum》. 2016년 7월 13일. 2022년 5월 2일에 원본 문서에서 보존된 문서. 2022년 5월 2일에 확인함.
20. ↑  “The Moscow City Duma revealed frightening statistics of deaths of snarers”. 《Ren TV》. 2018년 10월 5일. 2021년 6월 7일에 원본 문서에서 보존된 문서. 2021년 12월 13일에 확인함.
21. ↑  “Daredevil Act Known As 'Skylarking' Gives Dangerous Meaning To 'Riding The Rails'”. 《CBS New York》. 2015년 1월 30일. 2022년 5월 6일에 원본 문서에서 보존된 문서. 2022년 5월 6일에 확인함.
22. ↑  https://patch.com/new-york/new-york-city/boy-13-killed-while-subway-surfing-nyc-station-report
23. ↑  Ivanova, Ekaterina (2018년 10월 11일). “Dangerous games”. 《Novoye Vremya》. 2021년 6월 5일에 원본 문서에서 보존된 문서. 2020년 5월 31일에 확인함.
24. ↑  Pavel Orlov (2011년 10월 28일). “A raid for catching train surfers at Moscow railway”. 《RZDTV》. 2016년 3월 3일에 원본 문서에서 보존된 문서. 2012년 8월 16일에 확인함.
25. ↑  “Railway byelaws”.
26. ↑  Matthew Schulz (2011년 1월 24일). “Metro busts more than 20 a month for train surfing in Melbourne”. 《헤럴드 선》. 2012년 8월 15일에 확인함.
27. ↑  Alexey Volodikhin (2011년 10월 31일). “One thousand of train surfers has been fined at Moscow railway”. 《Kp.ru》 (러시아어). 2012년 8월 16일에 확인함.
28. ↑  Priyal Dave (2012년 6월 11일). “Is life a joke?”. 《Afternoon Despatch & Courier》. 2016년 3월 4일에 원본 문서에서 보존된 문서. 2012년 8월 15일에 확인함.
29. ↑  “Children risk lives on trains”. 《웨이크필드 익스프레스》. 2007년 7월 31일. 2013년 6월 28일에 원본 문서에서 보존된 문서. 2012년 8월 15일에 확인함.
30. 1 2  Kathy Quiano (2012년 1월 18일). “Concrete balls thwart roof-riding commuters”. 《CNN》. 2012년 2월 7일에 원본 문서에서 보존된 문서. 2012년 8월 15일에 확인함.
31. ↑  “Indonesia: Lethal deterrent for 'train surfers'”. 《인디펜던트》. AP (통신사). 2012년 1월 18일. 2012년 8월 15일에 확인함.
32. ↑  Mthembu, Sihle (2010년 1월 10일). “Surfing Soweto”. 《Mahala》. 2011년 6월 22일에 원본 문서 (Film review)에서 보존된 문서. 2012년 3월 15일에 확인함.

### 참고 문헌
- Mackay, Lindsay (2009), 《An exploratory qualitative study of young, black men's involvement in "Train- Surfing"》 (PDF), 콰줄루나탈 대학교, 121쪽, 2016년 2월 16일에 원본 문서 (PDF)에서 보존된 문서, 2025년 6월 12일에 확인함